# Prêmio Sesc de Literatura
Prêmio Sesc de Literatura é um concurso literário promovido pelo Sesc desde 2003, nas categorias conto e romance.
Podem concorrer ao prêmio escritores brasileiros ou estrangeiros residentes no Brasil, que não tenham publicado nenhum livro na categoria em que concorrem. Os textos devem ser inéditos e assinados com pseudônimo. Os vencedores são publicados pela Editora Record (de 2004 a 2023) e a partir de 2023, pela Editora Senac.

## Polêmica
Airton Souza, vencedor do prêmio em 2023, acusou a organização de homofobia, censura e boicote na promoção de seu livro, Outono de Carne Estranha. O romance trata, dentre outros temas, da relação homossexual entre dois garimpeiros em Serra Pelada, na década de 1980. Em novembro de 2023, a leitura pública de trechos do livro teria provocado "constrangimentos" entre os organizadores do prêmio. Em janeiro de 2024, Henrique Rodrigues, um dos idealizadores, foi demitido da organização do prêmio.
Após a repercussão negativa do caso, a editora Record rompeu a parceria com o Sesc em publicar os vencedores do prêmio. Em março, a organização do prêmio publicou o edital da edição 2024, com uma série de alterações: a inclusão da categoria "poesia", a publicação dos vencedores pela Editora Senac Rio e a mudança inscrição de "livros destinados ao público adulto" a "livros destinados a todos os públicos".

## Vencedores
| Ano  | Romance                                                          | Contos                                                 |
| ---- | ---------------------------------------------------------------- | ------------------------------------------------------ |
| 2004 | Santo Reis da luz divina, de Marco Aurélio Cremasco              | -                                                      |
| 2005 | As netas da Ema, de Eugenia Zerbini                              | -                                                      |
| 2006 | Hoje está um dia morto, de André de Leones                       | A secretária de Borges, de Lúcia Bettencourt           |
| 2007 | Casa entre vértebras, de Wesley Peres                            | Correio Litorâneo, de Nereu Afonso da Silva            |
| 2008 | Zé, Mizé, camarada André: Notícia de Angola, de Sérgio Guimarães | Beijando dentes, de Mauricio Fiorito de Almeida        |
| 2009 | O momento mágico, de Márcio Ribeiro Leite                        | Mentiras do Rio, de Sergio Leo                         |
| 2010 | Prosa de papagaio, de Gabriela Guimarães Gazzinelli              | Cavala, de Sérgio Tavares                              |
| 2011 | Habeas asas, sertão de céu!, de Arthur Cecim                     | Contos de mentira, de Luisa Geisler                    |
| 2012 | Quiçá, de Luisa Geisler                                          | Réveillon e outros dias, de Rafael Gallo               |
| 2013 | O Evangelho segundo Hitler, de Marcos Peres                      | Noveleletas, de João Paulo Vereza                      |
| 2014 | Enquanto Deus não está olhando, de Débora Ferraz                 | Parafilias, de Alexandre Marques Rodrigues             |
| 2015 | Desesterro, de Sheyla Smanioto                                   | Antes que seque, de Marta Barcellos                    |
| 2016 | Céus e terra, de Franklin Carvalho                               | Receita para se fazer um monstro, de Mário Rodrigues   |
| 2017 | Última Hora, de José Almeida Júnior                              | O abridor de letras, de João Meirelles Filho           |
| 2018 | Entre as mãos, de Juliana Leite                                  | As coisas, de Tobias Carvalho                          |
| 2019 | O legado de nossa miséria, de Felipe Holloway                    | O doce e o amargo, de João Gabriel Paulsen             |
| 2020 | Encontro você no oitavo round, de Caê Guimarães                  | Terra nos cabelos, de Tônio Caetano                    |
| 2021 | O réptil melancólico, de Fábio Horácio-Castro                    | O que a casa criou, de Diogo Monteiro                  |
| 2022 | Mikaia, de Taiane Santi Martins                                  | Corpos benzidos em metal pesado, de Pedro Augusto Baía |
| 2023 | Outro outono de carne estranha, de Airton Souza                  | O ninho, de Bethânia Pires Amaro                       |